# Ga cao đẳng Gimhae
Ga cao đẳng Gimhae (tiếng Hàn: 김해대학역; Hanja: 金海大學驛) là ga trên Tuyến BGLRT của Busan Metro ở An-dong, Gimhae, Hàn Quốc.

## Liên kết
- (tiếng Hàn) Thông tin ga từ Tổng công ty vận chuyển Busan